# رابرت اف.کالسبری
رابرت اف. کالسبری (انگلیسی: Robert F. Colesberry; ۷ مارس ۱۹۴۶ – ۹ فوریهٔ ۲۰۰۴) بازیگر، تهیه‌کننده فیلم، بازیگر تلویزیون، بازیگر سینما، و تهیه‌کننده تلویزیونی اهل ایالات متحده آمریکا بود. وی بین سال‌های ۱۹۷۶ تا ۲۰۰۴ میلادی فعالیت می‌کرد.
از فیلم‌ها یا برنامه‌های تلویزیونی که وی در آن نقش داشته‌است می‌توان به بیلی باتگیت، میسیسیپی می‌سوزد اشاره کرد.